# Strutiomim
Strutiomim (Struthiomimus) (łac. udający strusia) – teropod z rodziny Ornithomimidae, żyjący w późnej kredzie. Osiągał ok. 4 metry długości. Tak jak wszystkie dinozaury z jego rodziny miał duże oczy oraz trzy duże wyposażone w pazury palce u kończyn tylnych, którymi podczas biegu chwytał podłoże. Był wyśmienitym biegaczem na płaskim i twardym podłożu mógł rozwinąć prędkość ok. 40-50 km/h, co umożliwiało mu ucieczkę przed większymi drapieżnikami.  Prawdopodobnie był zwierzeciem wszystkożernym i stadnym.
Występował w stanie Alberta (Kanada). Jego szkielet wystawiany jest w Royal Tyrrell Museum w Kanadzie.

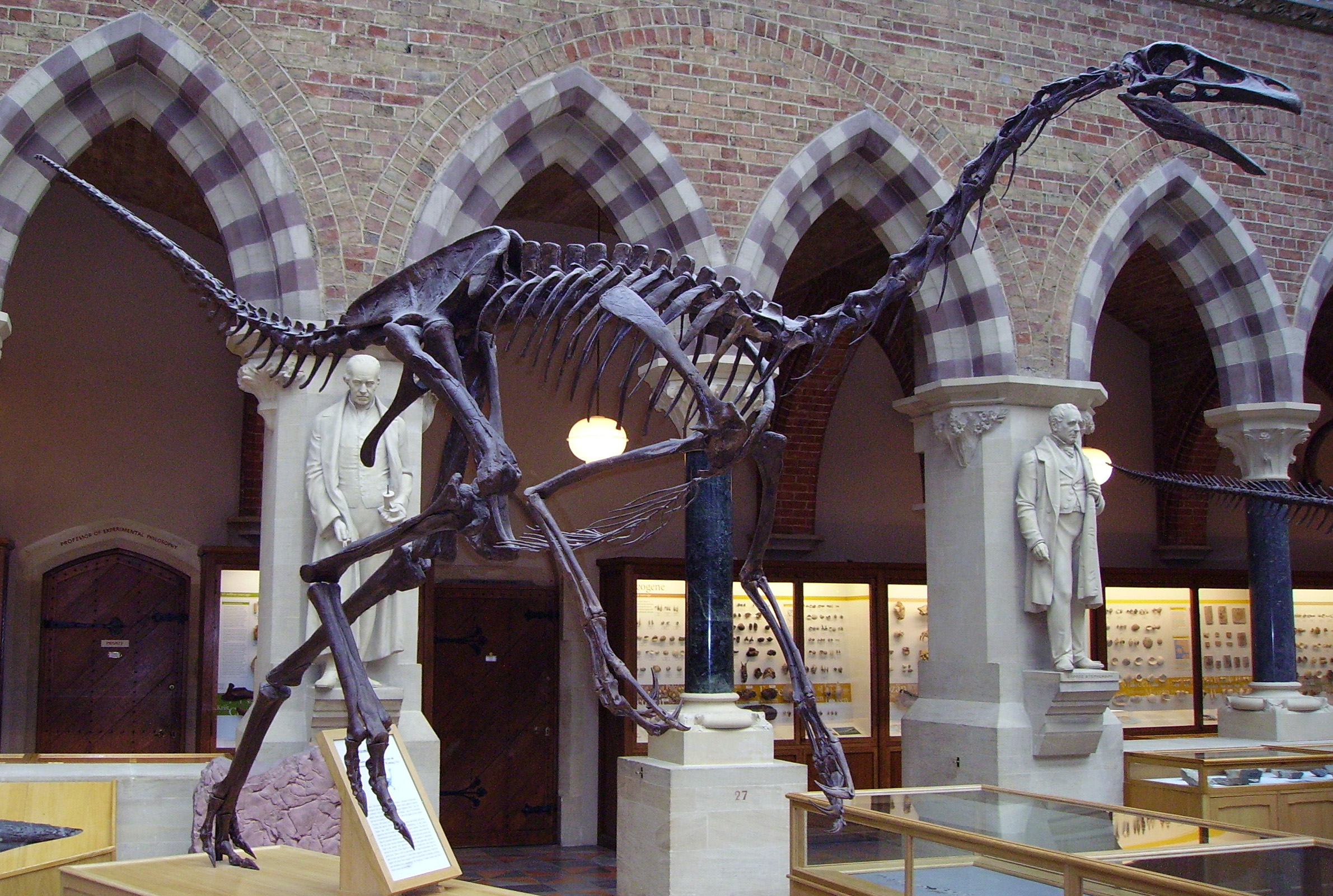
szkielet strutiomima (Oxford University Museum of Natural History)